# I-30 (tàu ngầm Nhật)
I-30 là một tàu ngầm tuần dương lớp Type-B (巡潜乙型潜水艦 Junsen Otsu-gata sensuikan) được Hải quân Đế quốc Nhật Bản chế tạo trong giai đoạn ngay trước Chiến tranh Thế giới thứ hai. Nhập biên chế năm 1942, nó đã từng hoạt động tuần tra tại Ấn Độ Dương trước khi được huy động tham gia nhiệm vụ Yanagi nhằm trao đổi vật tư chiến lược, nhân sự và hàng hóa với Đức Quốc Xã. Dưới tên mã Sakura, I-30 là tàu ngầm Nhật Bản đầu tiên đi đến Châu Âu trong chiến tranh, đi đến cảng Lorient, Pháp vào tháng 8, 1942. Tuy nhiên trong hành trình quay trở về nó bị đắm do trúng thủy lôi của Anh bên ngoài Keppel Harbour, Singapore vào ngày 13 tháng 10, 1942.

## Thiết kế và chế tạo

### Thiết kế
Tàu ngầm Type B được cải tiến từ phân lớp KD6 của lớp tàu ngầm Kaidai dẫn trước, và được trang bị một thủy phi cơ nhằm tăng cường khả năng trinh sát. Chúng có trọng lượng choán nước 2.631 tấn (2.589 tấn Anh) khi nổi và 3.713 tấn (3.654 tấn Anh) khi lặn, lườn tàu có chiều dài 108,7 m (356 ft 8 in), mạn tàu rộng 9,3 m (30 ft 6 in) và mớn nước sâu 5,1 m (16 ft 9 in). Con tàu có thể lặn sâu đến 100 m (328 ft), và có một thủy thủ đoàn đầy đủ bao gồm 94 sĩ quan và thủy thủ.
Type B1 trang bị hai động cơ diesel Kampon Mk.2 Model 10 công suất 6.200 mã lực phanh (4.623 kW), mỗi chiếc vận hành một trục chân vịt. Khi lặn, mỗi trục được vận hành bởi một động cơ điện công suất 1.000 mã lực (746 kW). Khi di chuyển trên mặt nước nó đạt tốc độ tối đa 23,6 hải lý trên giờ (43,7 km/h; 27,2 mph) và 8 hải lý trên giờ (15 km/h; 9,2 mph) khi lặn dưới nước, tầm xa hoạt động của Type B1 là 14.000 hải lý (26.000 km; 16.000 mi) ở tốc độ 16 hải lý trên giờ (30 km/h; 18 mph), và có thể lặn xa 96 nmi (178 km; 110 mi) ở tốc độ 3 hải lý trên giờ (5,6 km/h; 3,5 mph).
Những chiếc Type B1 có sáu ống phóng ngư lôi 53,3 cm (21,0 in), tất cả được bố trí trước mũi, và mang theo tổng cộng 17 quả ngư lôi Kiểu 95. Vũ khí trên boong tàu bao gồm khẩu hải pháo 14 cm (5,5 in), và hai pháo phòng không 25 mm Type 96. Hầm chứa máy bay được tích hợp vào tháp chỉ huy và hướng ra phía trước. Máy phóng máy bay được bố trí hướng ra phía trước, trong khi khẩu hải pháo trên boong đặt phía sau. Cách sắp xếp này giúp chiếc thủy phi cơ Yokosuka E14Y tận dụng tốc độ hướng ra trước của con tàu khi được phóng lên.

### Chế tạo
I-30 được đặt lườn như là chiếc Tàu ngầm số 144 tại Xưởng vũ khí Hải quân Kure ở Kure vào ngày 7 tháng 6, 1939. Nó được đổi tên thành I-35 đồng thời được hạ thủy vào ngày 17 tháng 9, 1940, rồi đổi tên thành I-30 vào ngày 1 tháng 11, 1941. Con tàu hoàn tất và nhập biên chế vào ngày 28 tháng 2, 1942, dưới quyền chỉ huy của Trung tá Hải quân Endo Shinobu Kono Masamichi.

### Nhiệm vụ Yanagi
Theo tinh thần Hiệp ước Ba bên (Tripartite Pact) được ký kết giữa Đức Quốc Xã, Ý và Nhật Bản vào tháng 9, 1940, Nhật Bản trao đổi nhân sự, vật tư chiến lược và hàng hóa với Đức và Ý, thoạt tiên sử dụng tàu chở hàng, nhưng phải chuyển sang tàu ngầm khi các vùng biển bị lực lượng Đồng Minh phong tỏa.
Lần lượt đã tổ chức các chuyến: I-30 vào tháng 4, 1942; I-29 vào tháng 4, 1943; I-8 vào tháng 6, 1943; I-34 vào tháng 10, 1943; U-511 vào tháng 8, 1943; I-52 vào tháng 6, 1944; và U-234 vào tháng 5, 1945. Trong số này, I-30 đắm do trúng thủy lôi và I-34 bị tàu ngầm Anh HMS Taurus đánh chìm, sau đó I-52 chịu cùng chung số phận. Vào tháng 5, 1945, U-234 đang thực hiện chuyến đi cuối cùng khi Đức Quốc Xã đầu hàng, nên U-234 bị chiếm giữ tại Newfoundland, kết thúc việc trao đổi kỹ thuật với Nhật Bản.

## Lịch sử hoạt động
Ngay khi nhập biên chế, I-30 được phối thuộc cùng Quân khu Hải quân Kure. Vào ngày 24 tháng 2, 1942, nó gia nhập Đội tàu ngầm 14 trực thuộc Đệ Lục hạm đội. Đến ngày 10 tháng 3, Đội tàu ngầm 14 được điều động về Hải đội Tàu ngầm 8 và trực thuộc Đệ Lục hạm đội, đồng thời Trung tá Hải quân Endo Shinobu tiếp nhận quyền chỉ huy con tàu. I-30 rời Kure vào ngày 11 tháng 4, mang theo một thủy phi cơ Yokosuka E14Y. Bốn ngày sau đó, nó được điều động vào Lực lượng A trực thuộc Đệ Lục hạm đội, vốn còn bao gồm các tàu ngầm I-10, I-16, I-18, I-20 cùng các tàu tiếp liệu Aikoku Maru và Hōkoku Maru để hoạt động tuần tra khu vực phía Tây Ấn Độ Dương.

### Tuần tra Ấn Độ Dương
Đi đến Penang, Malaya vào ngày 20 tháng 4, I-30 cùng Aikoku Maru lên đường hai ngày sau đó để trinh sát những mục tiêu tiềm năng cho Lực lượng A dọc theo bờ biển Đông Phi. Sử dụng thủy phi cơ E14Y mang theo, nó lần lượt trinh sát: Aden vào ngày 7 tháng 5; Djibouti vào ngày 8 tháng 5; Zanzibar và Dar es Salaam vào ngày 19 tháng 5; Mombasa vào ngày 20 tháng 5; Diego Suarez ở phía cực Bắc Madagascar vào ngày 24 tháng 5. Phát hiện nhiều tàu chiến Hải quân Hoàng gia Anh tập trung tại Diego Suarez để tham gia Trận Madagascar, Lực lượng A quyết định tấn công cảng này bằng tàu ngầm bỏ túi. Trong đêm 30 tháng 5, hai tàu ngầm bỏ túi lớp Kō-hyōteki xuất phát từ các tàu ngầm I-16 và I-20 đã xâm nhập cảng, phóng ngư lôi gây hư hại nặng cho thiết giáp hạm HMS Ramillies và đánh chìm tàu chở dầu British Loyalty.

### Chuyến đi sang Châu Âu
Vào giữa tháng 6, I-30 được chọn để thực hiện một nhiệm vụ Yanagi; nó được phối thuộc trực tiếp cùng Bộ tư lệnh Đệ Lục hạm đội và giữ chế độ im lặng vô tuyến tuyệt đối trong khi hướng sang phía Tây. Nó được chiếc Aikoku Maru tiếp nhiên liệu lần sau cùng vào ngày 18 tháng 6. Vào ngày 30 tháng 6, ở vị trí 300 mi (480 km) về phía Nam Durban, Nam Phi, nó bị một máy bay tuần tra Nam Phi phát hiện, nhưng đã thoát được mà không bị hư hại, và sau khi băng qua mũi Hảo Vọng để tiến vào Đại Tây Dương, con tàu mang tên mã là Sakura từ ngày 2 tháng 8. Nó đi đến vịnh Biscay vào ngày 2 tháng 8, và được hộ tống bởi một lực lượng hùng hậu bao gồm tám máy bay ném bom Junkers Ju 88 và tám tàu quét mìn, đưa đến Lorient là căn cứ lớn nhất dọc bờ biển Đại Tây Dương của Pháp. I-30 trở thành tàu ngầm Nhật Bản đầu tiên đi đến Châu Âu trong Thế Chiến II.
Sĩ quan và thủy thủ của I-30 được Đại đô đốc Erich Raeder Tổng tư lệnh Hải quân, Đô đốc Karl Dönitz Tư lệnh Lực lượng Tàu ngầm, và Đại tá Hải quân Yokoi Tadao, Tùy viên Hải quân Nhật Bản tại Đức tiếp đón tại bến tàu, và sau đó được những người ban đồng minh phe Trục chiêu đãi nồng hậu. Họ có chuyến đi đến Berlin, nơi Trung tá Endo hạm trưởng được đích thân Adolf Hitler trao tặng huân chương, và trên đường quay trở lại Lorient họ có chặng dừng để tham quan Paris. Trong thời gian đó hàng hóa của I-30 chuyển cho Đức được chất dỡ khỏi con tàu, bao gồm 1.500 kg (3.300 lb) mica và 650 kg (1.430 lb) sơn cánh kiến; Nhật Bản cũng cung cấp cho Đức bản vẽ của kiểu ngư lôi Type 91 phóng từ máy bay.
Chiếc tàu ngầm được người Đức trang bị máy dò radar Metox, và thay thế pháo phòng không Type 96 25-mm bằng kiểu Mauser "Flakvierling 38" 20-mm bốn nòng. Hàng hóa được I-30 chuyển trở về Nhật Bản bao gồm bản vẽ và một bộ hoàn chỉnh radar phòng không Würzburg, năm ngư lôi G7a và ba ngư lôi G7e, năm máy tính dữ liệu thủy lôi, súng chống tăng, bộ điều khiển hỏa lực phòng không Zeiss, 50 máy mật mã Enigma cùng số kim cương công nghiệp trị giá một triệu yên Nhật. I-30 để lại chiếc thủy phi cơ Yokosuka E14Y như là một quà tặng cho Đức trước khi khởi hành từ Lorient vào ngày 22 tháng 8 cho hành trình quay trở về Nhật Bản, vận chuyển một hành khách là kỹ sư Nhật Bản.

### Bị đánh chìm
I-30 về đến căn cứ Penang vào ngày 8 tháng 10, nơi nó được tiếp nhiên liệu và tiếp liệu, rồi tiếp tục đi sang Singapore, đến nơi vào sáng sớm ngày 13 tháng 10. Nó lên đường lúc 16 giờ ngày hôm đó cho hành trình quay trở về Nhật Bản, nhưng ở vị trí chỉ cách 3 dặm ngoài khơi Keppel Harbour, chiếc tàu ngầm trúng phải một quả thủy lôi Anh và đắm với tổn thất 13 người trên tàu. Thợ lặn Nhật Bản đã tìm các thu hồi một số hàng hóa, bao gồm phần lớn các khẩu pháo 20 mm, máy tính dữ liệu thủy lôi, cũng như bản vẽ radar, nhưng chúng không thể sử dụng sau khi đã bị ngâm lâu trong nước biển. Thiết bị radar đã bị hư hại hoàn toàn.
Sau khi chiến tranh chất dứt, xác tàu đắm của I-30 được hãng Hokusei Sempaku Kogyo K.K. trục vớt và tháo dỡ từ tháng 8, 1959 đến tháng 2, 1960.